# Bayenghem-lès-Éperlecques

Bayenghem-lès-Éperlecques este o comună în departamentul Pas-de-Calais, Franța. În 1 ianuarie 2022 avea o populație de 1.019 de locuitori.